# Shannon Elizabeth
Shannon Elizabeth Fadal (Houston, 7 settembre 1973) è un'attrice statunitense.

## Biografia
Shannon Elizabeth è nata a Houston, in Texas, da Gerald Edward Fadal (di origini libanesi e siriane) e Patricia Dianne Abbott. Frequentando il liceo di Waco, sempre in Texas, era molto interessata al tennis, tanto da pensare seriamente di intraprendere la carriera sportiva. Dopo il diploma ha lavorato come modella e successivamente nel cinema; nell'agosto del 1999 ha posato nuda per la rivista Playboy. Dopo essere apparsa in un celebre spot pubblicitario e aver partecipato per molto tempo a numerose trasmissioni televisive in qualità di ospite, ha debuttato sul grande schermo in un piccolo ruolo nel film indipendente Blast (1996). Il suo esordio ad Hollywood avvenne nel 1997 con Jack Frost.
Due anni dopo, notata per la sua bellezza, prese parte al comico American Pie in cui celebre rimase la scena in cui si tolse la maglietta e rimase in topless, che venne paragonata a quella del film Basic Instinct in cui Sharon Stone accavallò le gambe. Nel 2000 ha partecipato alla parodia Scary Movie, ma al termine di questa pellicola decide di dare una svolta alla sua carriera e di rinunciare al ruolo di "bella ma stupida". Entrò quindi nel cast dell'horror I tredici spettri (2001), ma nello stesso anno non rinunciò al fascino della commedia accettando un ruolo leggero ne I gattoni. Dopo tre anni di lontananza dal cinema ha interpretato nel 2004 l'horror Cursed - Il maleficio. Shannon Elizabeth è la star, insieme all'attore e cantante Marques Houston, della serie televisiva Cuts, in onda sulla UPN.

## Vita privata
È stata sposata per tre anni con Joseph D. Reitman; si sono separati nel marzo del 2005 e hanno divorziato consensualmente nel giugno dello stesso anno. Poco dopo il divorzio ha preso parte allo show di Ashton Kutcher Punk'd in cui ha smentito di aver girato un video porno con l'ex marito.
Shannon è cugina di primo grado della conduttrice televisiva Tamsed Fadal.

## Altre attività
Nel 2005 prese parte al torneo mondiale di poker, disputatosi al Caesars Palace di Las Vegas, di cui fu anche madrina: sconfisse 83 giocatori professionisti e vinse complessivamente $55,000, che cedette ad un'associazione animalista da lei stessa fondata.

## Filmografia

### Cinema
- Jack Frost, regia di Michael Cooney (1997)
- American Pie, regia di Paul Weitz e Chris Weitz (1999)
- Scary Movie, regia di Keenen Ivory Wayans (2000)
- Dish Dogs, regia di Robert Kubilos (2000)
- I gattoni (Tomcats), regia di Gregory Poirier (2001)
- American Pie 2, regia di James B. Rogers (2001)
- Jay & Silent Bob... Fermate Hollywood! (Jay & Silent Bob Strike Back), regia di Kevin Smith (2001)
- I tredici spettri (Thir13en Ghosts), regia di Steve Beck (2001)
- Love Actually - L'amore davvero (Love Actually), regia di Richard Curtis (2003)
- The Crooked E: The Unshredded Truth About Enron, regia di Penelope Spheeris (2003)
- Johnson Family Vacation, regia di Christopher Erskin (2004)
- Cursed - Il maleficio (Cursed), regia di Wes Craven (2005)
- The Kid & I, regia di Penelope Spheeris (2005)
- The Grand, regia di Zak Penn (2007)
- Deal - Il Re del Poker (Deal), regia di Gil Cates Jr (2008)
- Night of the Demons, regia di Adam Gierasch (2009)
- American Pie: Ancora insieme (American Reunion), regia di Jon Hurwitz e Hayden Schlossberg (2012)
- La stella di Natale (Catch a Christmas Star), regia di John Bradshaw (2013)
- The Outsider, regia di Brian A. Miller (2014)
- Marshall the Miracle Dog, regia di Jay Kanzler (2015)
- Jay e Silent Bob - Ritorno a Hollywood (Jay and Silent Bob Reboot), regia di Kevin Smith (2019)

### Televisione
- Arli$$ – serie TV, 1 episodio (1996)
- La squadra del cuore (Hang Time) – serie TV, 1 episodio (1996)
- USA High – serie TV, 1 episodio (1997)
- Una bionda per papà (Step by Step) – serie TV, 1 episodio (1997)
- Pacific Blue – serie TV, 1 episodio (1998)
- G vs E – serie TV, 1 episodio (1999)
- Just Shoot Me! – serie TV, 1 episodio (2002)
- Off Centre – serie TV, 1 episodio (2002)
- The Twilight Zone – serie TV, 1 episodio (2002)
- That '70s Show – serie TV, 9 episodi (2003-2005)
- One on One – serie TV, 1 episodio (2004)
- Punk'd – serie TV, 1 episodio (2004)
- Cuts – serie TV, 31 episodi (2005-2006)
- What Not to Wear – serie TV, 1 episodio (2013)
- Melissa & Joey – serie TV, 1 episodio (2013)

## Doppiatrici italiane
- Rossella Acerbo in American Pie, American Pie 2, American Pie: Ancora insieme
- Monica Ward in Cursed - Il maleficio, Jay e Silent Bob-Ritorno a Hollywood
- Francesca Fiorentini in Scary Movie
- Maria Laura Baccarini in Jay & Silent Bob... Fermate Hollywood!
- Eleonora De Angelis ne I gattoni
- Emanuela D'Amico in The Outsider
- Michela Alborghetti ne I tredici spettri